# Arthroleptis spinalis
Arthroleptis spinalis là một loài ếch thuộc họ Arthroleptidae.
Đây là loài đặc hữu của Cộng hòa Dân chủ Congo.